# Abenaston
Abenaston es una localidad surinamesa ubicada en el distrito de Sipaliwini, dentro del ressort Boven Suriname. La población se encuentra en la zona central del país muy cercana a las orillas del río Surinam antes de desembocar en el embalse Brokopondo.
El pueblo fue fundado en su ubicación actual a principios del siglo XX con la ayuda de la Iglesia de Moravia. Había un asentamiento cercano anterior al que fue abandonado, porque una pelea había resultado en que una parte de la tribu se mudara a Botopasi.
El pueblo tiene una escuela, una iglesia y una clínica. Los recursos del pueblo se comparten con el pueblo cercano de Sukunal.
Los pueblos y aldeas próximas incluyen Pokigron, Wittikamba, Zoewatta, Adawai y Malrosee-Krin.